# 巴斯曼山
44°36′22″N 34°10′05″E / 44.60611°N 34.16806°E

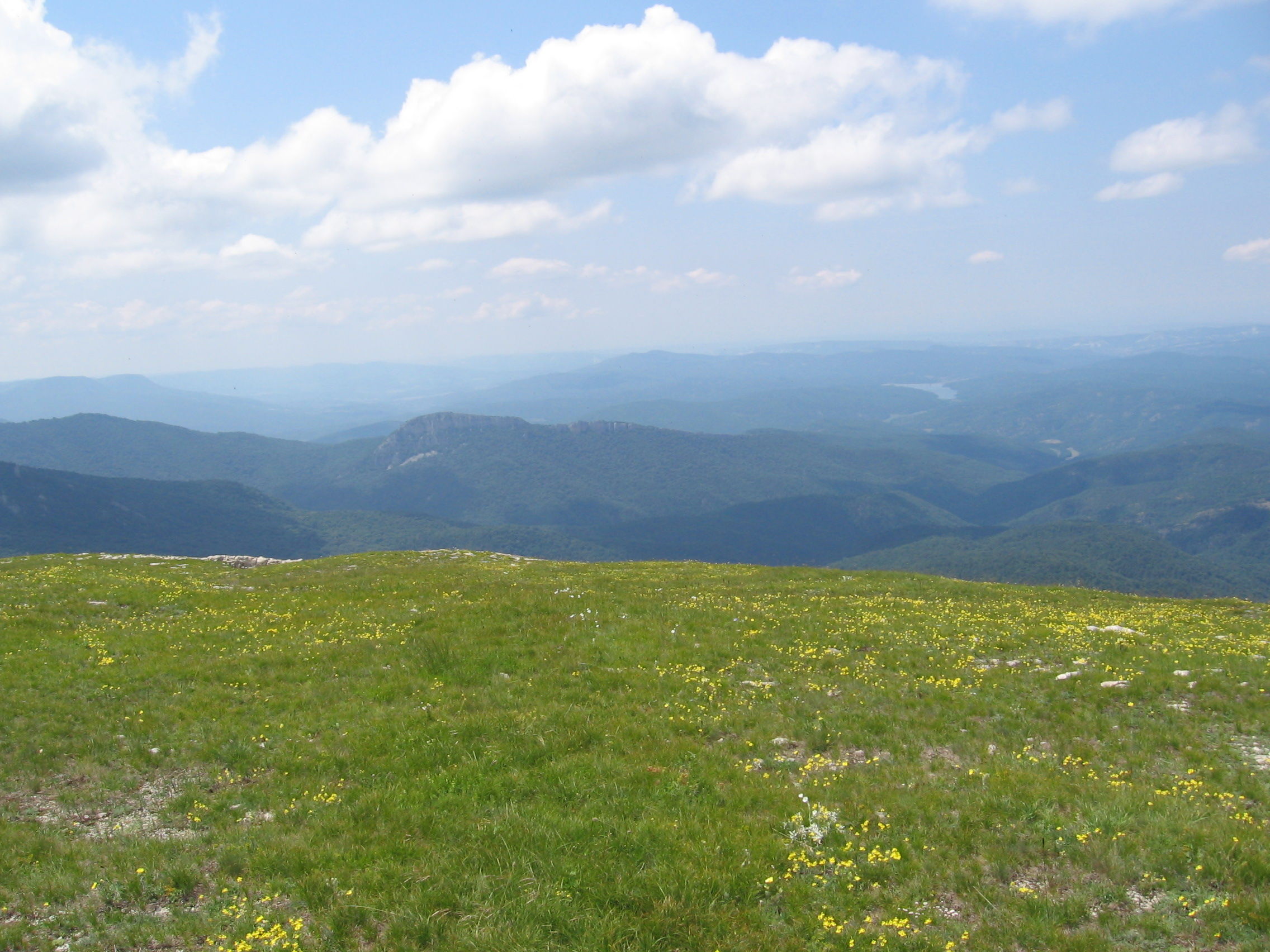

巴斯曼山（烏克蘭語：Басман）是烏克蘭的山峰，位於克里米亞共和國，屬於克里米亞山脈的一部分，海拔高度1,136米，該山峰有櫟樹、松樹等植物生長。